# Susana de Borbón

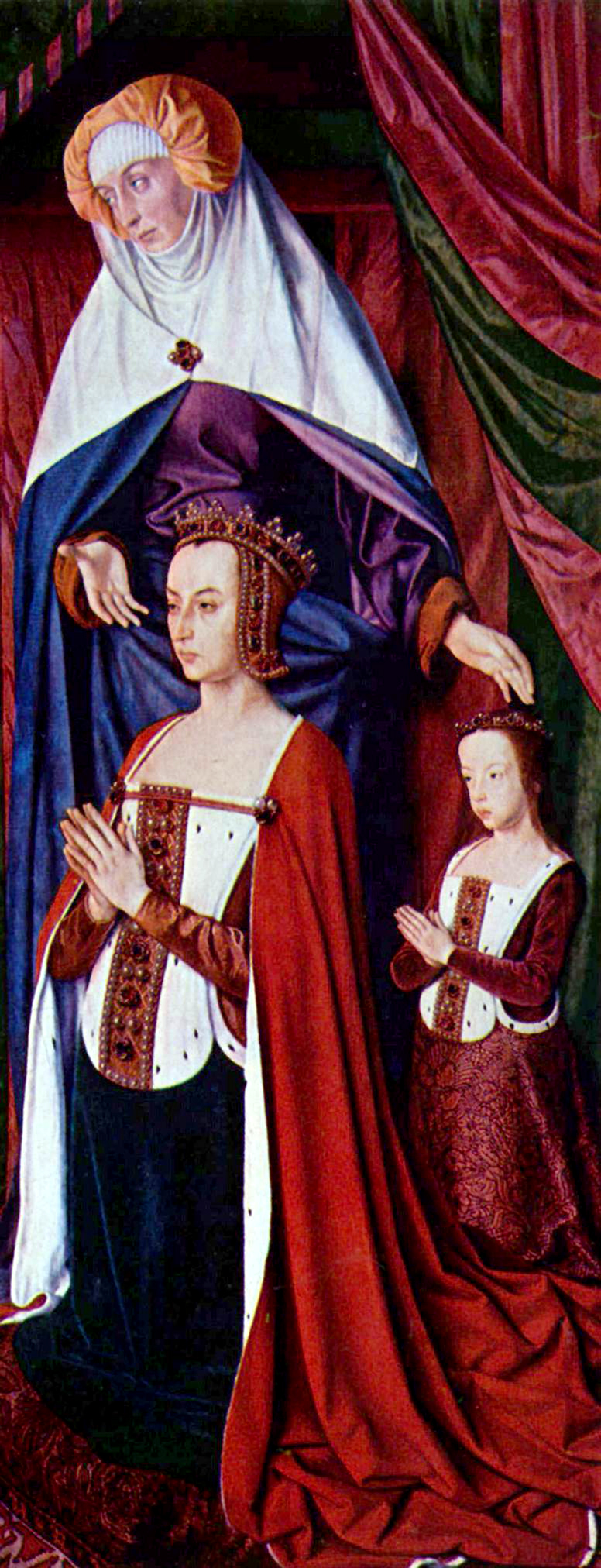
Retrato de la duquesa Ana de Francia con su hija Susana, ala derecha del tríptico de Moulins, obra del Maestro de Moulins, 1489-1499.

Susana de Borbón (1491 - Châtellerault; 1521) fue una noble francesa, hija de Pedro II de Borbón y de Ana de Francia.

## Primeros años
Era hija y finalmente la única superviviente de los vástagos de Pedro II de Borbón y Ana de Francia, hija mayor del rey Luis XI. Se convirtió en duquesa reinante en 1503 tras la muerte de su padre. Su madre, Ana se convirtió en regente durante su minoría de edad y negoció varios matrimonios diferentes para asegurarse de que tuviera un esposo que protegiera su cargo.
Susana tenía un hermano llamado Carlos, que nació en 1476 y murió en 1498. Con este incidente, su padre quedó sin herederos (no tenía otros hijos varones). Si muriera sin heredero varón, el título de duque de Borbón pasaría a un pariente lejano. Pedro nunca quiso que esto sucediera, por lo que, en 1498, la pareja envió una carta al rey Luis XII de Francia solicitando que Susana de siete años de edad, pudiera suceder a su padre después de la muerte de éste. Él respondió afirmativamente.

## Matrimonio
Una de las propuestas de matrimonio se tradujo en compromiso el 21 de marzo de 1501 con Carlos IV de Alençon, que había requerido una dispensa papal. Por razones que se desconocen, el compromiso fue anulado, y Ana se vio obligada a buscar otro marido para Susana.
El 10 de mayo de 1505, en el Château du Parc-les-Moulins, Susana se casó con su primo Carlos de Borbón, jefe de la familia Montpensier, una rama menor de los Borbones. Su marido fue cogobernante a través del matrimonio y a ella la convirtió en condesa de Montpensier, condesa de Clermont-en-Auvernia y delfina de Auvernia.

## Hijos
Dio a Carlos un heredero nacido el 17 de julio de 1517 y bautizado Francisco en octubre de 1517, en honor a un buen amigo de su padre, el rey Francisco I de Francia. El niño recibió el título de conde de Clermont. Sin embargo, murió a los pocos meses. Luego la duquesa dio a luz gemelos nacidos muertos.

## Muerte
Susana murió en el Castillo de Châtellerault. Su salud era frágil a lo largo de sus últimos años. Su madre, que siempre había temido por la salud de su hija, la sobrevivió un año. Su marido mantuvo su posición como el duque de Borbón después de su muerte, pero su muerte sin herederos hizo que sus tierras se convirtieran finalmente en parte del reino de Francia. Fue enterrada en el Priorato de Souvigny.

## Sucesión del ducado de Borbón
Al morir sin descendencia, la cuestión sucesoria del ducado de Borbón y de los otros títulos se vio comprometida. Dos personas lo reivindicaron a su muerte: 
- su marido Carlos, el condestable de Borbón, lo reclamó en tanto que marido y jefe de la casa de Borbón.
- su prima, Luisa de Saboya, madre del rey Francisco I, en tanto que descendiente de Carlos I de Borbón.

La querella se solucionó a favor de Luisa de Saboya y el condestable de Borbón, furioso, traicionó a Francisco I y se alió a su mayor enemigo, el emperador Carlos V.
|                                     |                                     |                              |                              |                              |                              |   |   |                                   |                                   |
| Juan I duque de Borbón │            |                                     |                              |                              |                              |                              |   |   |                                   |                                   |
|                                     |                                     |                              |                              |                              |                              |   |   |                                   |                                   |
| │ Carlos I duque de Borbón │        | │ Carlos I duque de Borbón │        | │ Carlos I duque de Borbón │ | │ Carlos I duque de Borbón │ | │ Carlos I duque de Borbón │ | │ Carlos I duque de Borbón │ |   |   | │ Luis I conde de Montpensier │   | │ Luis I conde de Montpensier │   |
|                                     |                                     |                              |                              |                              |                              |   |   | │                                 |                                   |
| │ Margarita X Felipe II de Saboya │ | │ Margarita X Felipe II de Saboya │ |                              |                              | │ Pedro II duque de Borbón │ | │ Pedro II duque de Borbón │ |   |   | │ Gilberto conde de Montpensier │ | │ Gilberto conde de Montpensier │ |
| Luisa de Saboya │ Francisco I       | Luisa de Saboya │ Francisco I       |                              |                              | Susana                       | Susana                       | X | X | Carlos III                        | Carlos III                        |

| Predecesor: Pedro II de Borbón | Condesa de Clermont Condesa de La Marché Condesa de Forez Duquesa de Borbón Duquesa de Auvernia Princesa de Dombes Señora de Beaujeu 1503-1521 | Sucesor: Carlos de Borbón-Montpensier |
| Predecesor: Pedro II de Borbón | Baronesa de Roannais 1503-1515 | Sucesor: Artus Gouffier de Boisy      |

- Datos: Q242575
- Multimedia: Suzanne of Bourbon / Q242575